# Коротченко Олексій Олегович
Коро́тченко Олексі́й Оле́гович — капітан Збройних сил України, учасник російсько-української війни.
Протягом зими 2014–2015 років брав участь у боях за Донецький аеропорт у складі 81-ї бригади, поранений.

## Нагороди
За особисту мужність і високий професіоналізм, виявлені у захисті державного суверенітету та територіальної цілісності України, вірність військовій присязі, відзначений — нагороджений
- орденом Богдана Хмельницького III ступеня (31.7.2015).